# Нестеренко Олексій Костянтинович
Олексій Костянтинович Несте́ренко (нар. 1911 — пом. 1942) — український радянський живописець.

## Біографія

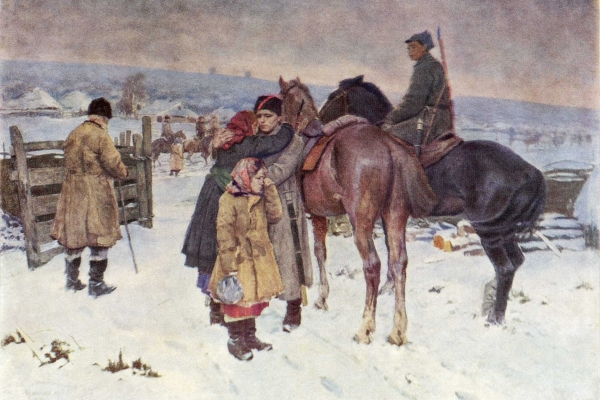
«Проводи партизана»

Народився у 1911 році. Впродовж 1934—1940 років навчався у Київському художньому інституті у Федора Кричевського. Дипломна робота — картина «Проводи партизана» (1940; полотно, олія; Національний художній музей України).
Працював у галузі історичного жанру. Брав участь у німецько-радянській війні. 1942 року загинув на фронті.